# Domingo Oropesa Lorente
Domingo Oropesa Lorente (Alcázar de San Juan (Ciudad Real), 10 de octubre de 1950) es el actual obispo de Cienfuegos, en Cuba, país adonde llegó como sacerdote misionero invitado por Mons. Adolfo Rodríguez Herrera, primer arzobispo de Camagüey a mediados de la década de 1990.

## Biografía
El Arzobispo de Toledo, Cardenal Marcelo González Martín, lo ordenó como presbítero el 15 de julio de 1984. El Papa Benedicto XVI lo designó como Obispo de Cienfuegos el 9 de julio de 2007.
Recibió su consagración episcopal del actual arzobispo de La Habana, en aquel momento arzobispo de Camagüey, Juan García Rodríguez, el 15 de septiembre del mismo año, fueron co-consagrantes Antonio Cañizares Llovera, en aquel entonces Cardenal, Arzobispo de Toledo, hoy arzobispo de Valencia y Emilio Aranguren Echeverría, Obispo de Holguín, quien había sido el anterior obispo de Cienfuegos.

## Escudo Episcopal
Su escudo epresenta: en el pabellón superior izquierdo La Virgen de la Caridad, Patrona de Cuba; y en el superior derecho La Custodia de Toledo, en el pabellón inferior, de izquierda a derecha: una perla, alegórica a Cienfuegos, llamada la Perla del Sur; un molino de viento como referencia a La Mancha, en España, su tierra natal y un tinajón referido a Camagüey, la provincia en la cual comenzó su labor de misionero en Cuba. Debajo está su Lema Episcopal: “Luchando con la fuerza de Cristo”.